# Pályi Márton
Pályi Márton, Práger (Kiskunhalas, 1892. május 14. – Budapest, Józsefváros, 1961. szeptember 18.) orvos, higiénikus.

## Élete
Práger Fülöp Ferenc nyomdász és Loschitz Róza fiaként született zsidó családban. Tanulmányait a Budapesti Tudományegyetemen végezte, ahol 1916-ban szerezte meg orvosi oklevelét. 1918 és 1945 között körorvosként működött budapesti munkáskerületekben. 1946-ban iparegészségügyből egyetemi magántanári képesítést szerzett. 1946–1949-ben az Iparügyi Minisztérium felügyelője lett miniszteri tanácsosi rangban. 1949-től iskolaorvosként dolgozott. Egészségügyi felvilágosítással, iparegészségüggyel, településhigiéniával foglalkozott.
Felesége Csomos Magda volt, akit 1945-ben Budapesten vett nőül.

## Főbb művei
- Modern iparegészségügy (Tamásy Bélával, Budapest, 1924)
- Védekezés a nemi betegségek ellen (Budapest, 1925)
- Ipari mérgezések (Budapest, 1929)
- Nemzeti munkásvédelem (Budapest, 1933)
- Védekezés a nemi betegségek ellen (Budapest, 1938)
- A kereskedelem egészségügye (Budapest, 1940)
- A dolgozó nők testápolása (Budapest, 1941)
- A grafikai ipar egészségügye (Budapest, 1941)
- A bádogos- és szerelőipar egészségügye (Budapest, 1941)
- A cipészipar egészségügye (Budapest, 1941)
- A mázoló- és szobafestőipar egészségügye (Budapest, 1941)
- A szabóipar egészségügye (Budapest, 1941)
- Az asztalosipar egészségügye (Budapest, 1942)
- Táplálkozás és a munkásság (László Györggyel, Budapest, 1942)
- A filmgyártás egészségügye (Budapest, 1943)
- Alkoholizmus. Okai, megelőzése, gyógyítása (Budapest, 1944)
- Ipari munkásvédelem. Iparegészségügyi vezérfonal munkavállalók részére (Szakasits Antallal, Budapest, 1946)
- Gyakorlati iparegészségtan (Szakasits Antallal, Budapest, 1946)